# Зверович, Эдмунд Иванович
Зверо́вич Эдму́нд Ива́нович  ( 30 декабря 1936 г.,  станица Нововладимировская, Краснодарский край) – доктор физико-математических наук (1973), профессор (1977), заведующий кафедрой алгебры и методики преподавания математики Одесcкого педагогического института (1973–1975),  заведующий кафедрой теории функций механико-математического факультета БГУ(1975–2002), профессор кафедры теории функций ММФ БГУ (2002).

## Биография
Родился 30 декабря 1936 г. в станице Нововладимировской Краснодарского края.
В 1960 г. окончил отделение математики физико-математического факультета Ростовского университета.
В 1961— 1963 гг. обучался в аспирантуре Московского института теоретической и экспериментальной физики.
В 1964—1967 гг. работал в Ростовском университете сначала на должности инженера, а затем — старшего научного сотрудника вычислительного центра.
В декабре 1964 г. защитил кандидатскую диссертацию в Ростовском университете.
В 1967—1973 гг. работал в Одесском инженерно-строительном институте, где в 1969 г. ему было присуждено учёное звание доцента по кафедре высшей математики. В этот же период он подготовил докторскую диссертацию, которую защитил в июне 1972 г. в Белорусском государственном университете.
В 1973—1975 гг. заведующий кафедрой алгебры и методики преподавания математики Одесского педагогического института.

## Научная деятельность
С августа 1975 г. работает на механико-математическом факультете БГУ, до 2002 г. заведующий кафедрой теории функций, в настоящее время – профессор кафедры.
С 1980 г. возглавляет постоянно действующий городской научный семинар, организованный Ф. Д. Гаховым в 1961 г.
Научные интересы связаны с теорией и различными приложениями аналитических функций на римановых поверхностях.
С 1976 г. по настоящее время является членом редакционной коллегии журнала « Вестник БГУ. Серия физико-математических наук». Им опубликовано более 130 научных и научно-методических работ.
Подготовил 22 кандидата наук и 2 доктора наук.

## Основные труды

### Статьи
1. Односторонние краевые задачи теории аналитических функций / Э. И. Зверович, Г. С. Литвинчук // Изв. АН СССР. Сер. матем., 28:5 (1964),  1003–1036
2. Краевая задача типа задачи Карлемана для многосвязной области / Э. И. Зверович // Матем. сб., 64(106):4 (1964). С. 618–627.
3. É. I. Zverovich. Boundary-value problems with shift on abstract Riemann surfaces // Siberian Mathematical Journal, 1966, Volume 7, Number 4, Pages 641-652
4. Краевые задачи со сдвигом для аналитических функций и сингулярные функциональные уравнения / Э. И. Зверович, Г. С. Литвинчук // УМН, 23:3(141) (1968), С.67–121
5. É. I. Zverovich. The construction, in explicit form, of an analog of Cauchy’s kernel on Riemann surfaces of certain algebraic functions // Mathematical Notes, 1970, Volume 8, Number 6, Pages 863-867
6. É. I. Zverovich and V. A. Chernetskii. The Carleman boundary value problem on a Riemannian surface with an edge // Ukrainian Mathematical Journal, 1970, Volume 22, Number 5, Pages 506-512
7. É. I. Zverovich and G. Ya. Popov. Some new relations for Chebyshev-Laguerre polynomials // Siberian Mathematical Journal, 1970, Volume 11, Number 4, Pages 697-705
8. Краевые задачи теории аналитических функций в гёльдеровских классах на римановых поверхностях Э. И. Зверович // УМН, 26:1(157) (1971), С. 113–179
9. Зверович Э. И. Краевые задачи теории аналитических функций в гёльдеровских классах на римановых поверхностях // УМН, 1971, т. XXVI, вып. 1(157), 113–179.
10. Зверович Э. И. Двухэлементные краевые задачи и метод локально-конформного склеивания // Сиб. матем. журн., 1973, т. 14, № 1, 64–85.
11. Зверович Э. И. Смешанная задача теории упругости для плоскости с разрезами, лежащими на вещественной оси // Труды Межд. симпозиума по механике сплошной среды, 1973, Тбилиси, Изд-во «Мицниереба».
12. É. I. Zverovich. The two-element boundary problem and the method of locally conformal pasting // Siberian Mathematical Journal, 1973, Volume 14, Number 1, Pages 44–58
13. V. Ayzenshtat, S. K. Gavrilov and É. I. Zverovich. Proof of the method of locally conformal sewing // Mathematical Notes, 1976, Volume 19, Number 2, Pages 121-126
14. К обоснованию метода локально-конформного склеивания / А. В. Айзенштат, С. К. Гаврилов, Э. И. Зверович // Матем. заметки, 19:2 (1976), С. 201–210
15. É. I. Zverovich. An algebraic method for the construction of the basic functionals of a Riemann surface, given in the form of a finite-sheeted covering of the sphere // Siberian Mathematical Journal, 1987, Volume 28, Number 6, Pages 889-898
16. Зверович Э. И. Особый случай однородной задачи сопряжения и обобщенная проблема обращения // ДАН Беларуси, 1999, т. 43, № 1, 16–19.
17. Долгополова О. Б., Зверович Э. И. Построение в явном виде глобальной униформизации алгебраического соответствия // Сиб. матем. журн., 2000, т. 41, № 1, 72–87.
18. Построение в явном виде глобальной униформизации алгебраического соответствия / О. Б. Долгополова, Э. И. Зверович // Сиб. матем. журн., 41:1 (2000), С. 72–87
19. Явное решение сингулярного интегрального уравнения с дзета-функцией Вейерштрасса в качестве ядра / Т. И. Гатальская, Э. И. Зверович // Изв. вузов. Матем., 2003, № 2, С. 15–23
20. Об одной гиперэллиптической поверхности. / Э. И. Зверович. Актуальные проблемы анализа : тез. докл. Междунар. матем. конф. (Гродно, 7–10 апр. 2009 г.) / редкол.: Я.В. Радыно, В.Г. Кротов, Ю.М. Вувуникян (отв. редактор). – Гродно : ГрГУ. – С. 68-71.

### Учебные пособия
1. Зверович Э. И. Вещественный и комплексный анализ. В 6 ч. Ч. 1. Введение в анализ и дифференциальное исчисление. Мн.: Вышэйшая школа – 2008.
2. Зверович Э. И. Вещественный и комплексный анализ. В 6 ч. Ч. 2. Интегральное исчисление функций скалярного аргумента. Мн.: Вышэйшая школа. – 2008.
3. Зверович Э. И. Вещественный и комплексный анализ. В 6 ч. Ч. 3. Дифференциальное исчисление функций векторного аргумента. Мн.: Вышэйшая школа – 2008.
4. Зверович Э. И. Вещественный и комплексный анализ. В 6 ч. Ч. 4. Функциональные последовательности и ряды. Интегралы, зависящие от параметра. Мн.: Вышэйшая школа. – 2008.
5. Зверович Э. И.  Вещественный и комплексный анализ. В 6 ч. Ч. 5. Кратные интегралы. Интегралы по многообразиям. Мн.: Вышэйшая школа – 2008.
6. Зверович Э. И. Вещественный и комплексный анализ. В 6 ч. Ч. 6. Теория аналитических функций комплексного переменного. Мн.: Вышэйшая школа – 2008.
7. Зверович Э. И., Штин С.Л. Алгебраические функции одного комплексного переменного. Мн.: Вышэйшая школа – 2010.